# Капустин, Юрий Николаевич (актёр)
Ю́рий Никола́евич Капу́стин (род. 15 июня 1942, Аткарск, Саратовская область, РСФСР, СССР) — советский и казахстанский актёр театра и кино. Заслуженный артист Казахской ССР (1991). Лауреат Государственной премии Республики Казахстан (2002).

## Биография
Родился 15 июня 1942 года в Саратове.
В 1965 году окончил Саратовское театральное училище, специальность — актёр театра. В 1987 году окончил Киевский национальный университет театра, кино и телевидения имени И. К. Карпенко-Карого, специальность — театроведение. Работал в Ставропольском театре драмы. С 1970 года актёр Русского театра драмы им. Лермонтова.
Первая роль — Карцев в пьесе Э. Радзинского «104 страницы про любовь».
Сыграл роли: Андрея Гуськова (В.Распутин «Живи и помни»), рыбака Йоста (Г.Горин «Тиль»), Ксанфа (Г.Фигейредо «Эзоп»), Игоря (Н. Птушкина «Пока она умирала», Уолтера), Франца (А.Миллер «Цена»), Жантыка (Г.Мусрепов «Козы Корпеш—Банн сулу»), Лебедев (Л. П. Чехов «Иванов») и др. Режиссёр и исполнитель главных ролей в спектаклях И. П. Щеголихина «Снега метельные» (1979), А. Гельмана «Наедине со всеми» (1985), Э. Элиса и Р. Риза «Двойная игра» (1994); снялся в сериалах «Перекрёсток» (1996—2002), «Саранча» (2001—2003), в художественных фильмах «О, рока несчастные дети» (1998), «Молитва Лейлы» (2002).

## Театральные работы
- Н. Птушкина — ПОКА ОНА УМИРАЛА — Игорь
- Ж-Ж. Бриккер и М. Ласег — МУЖСКОЙ РОД, ЕДИНСТВЕННОЕ ЧИСЛО — Альбер Ламар
- А. Чехов — ИВАНОВ — Лебедев
- А. Миллер — ЦЕНА — Уолтер Франц
- Г. Фигейредо — ЭЗОП — Ксанф

## Роли в кино
- 2015 г. — Аманат — академик Фёдор Жизневский
- 2008 г. — Откройте дверь — я счастье! (Казахстан), Петр Николаевич
- 2008 г. — Махамбет (Казахстан), генерал Перовский
- 2002 г. — Молитва Лейлы (каз. Ләйләнің зары), Герольд ссыльный немец
- 2001—2003 г. — Саранча (Казахстан), Лев Наумович Ивлев, правая рука «Бека», левый наркодилер
- 1999 г. — Фара (Казахстан), главврач больницы
- 1996—2000 г. — Перекресток (Казахстан), Георгий Павлович Платонов, авантюрист и махинатор
- 1993 г. — Аллажар | Allazhar (Казахстан)
- 1983 г. — Детский сад (эпизод)
- 1978 г. — Шествие золотых зверей (эпизод)

## Награды и звания
- 1991 г — присвоено почётное звание Заслуженный артист Казахской ССР
- 2002 г — присвоено почётное звание Лауреат Государственный премии Республики Казахстан из рук президента за спектакль «Эзоп»[2].